# Theodor Michelis

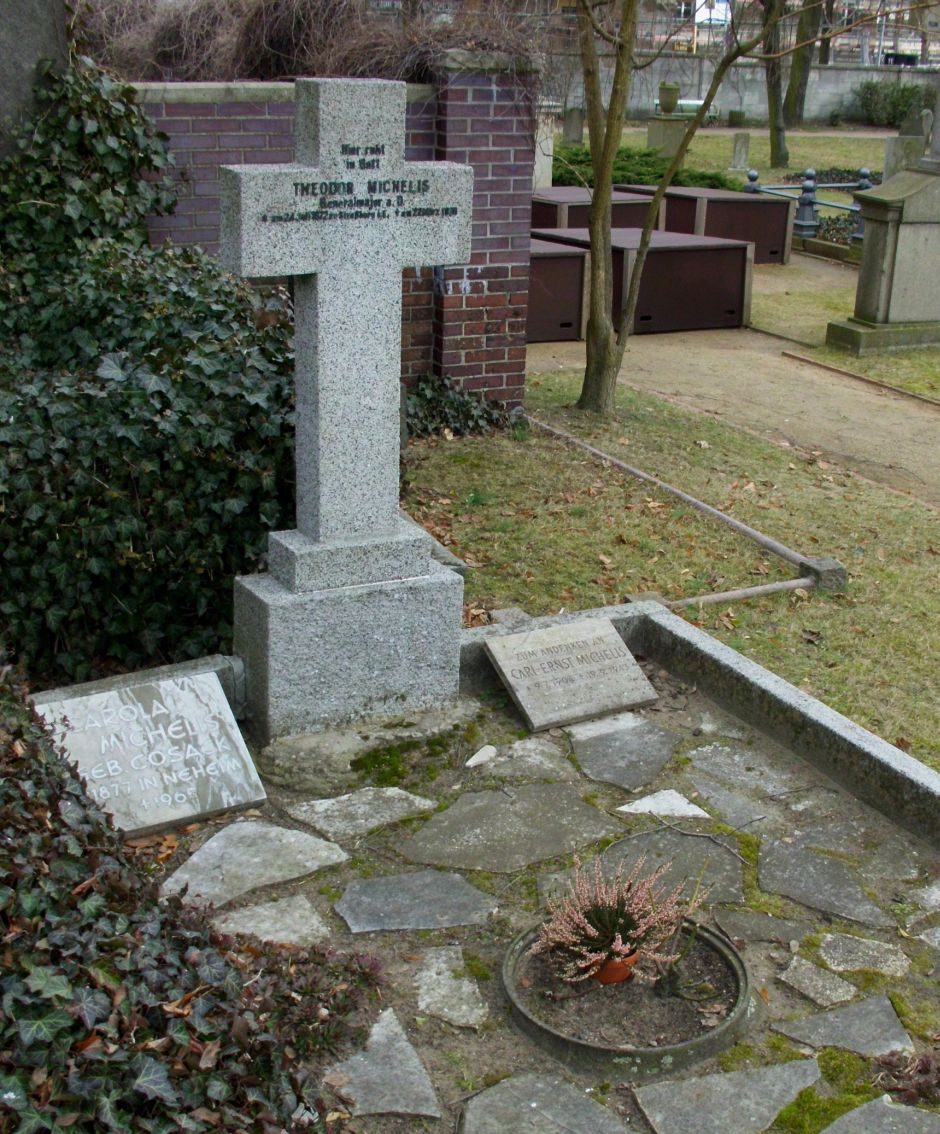
Grab von Theodor, Carola und Carl Ernst Michelis auf dem Invalidenfriedhof Berlin (Zustand 2013)

Theodor Michelis (* 24. Juli 1872 in Straßburg; † 23. März 1936 in Berlin) war ein deutscher Generalmajor sowie Chef der Heeresfriedenskommission nach dem Ersten Weltkrieg.

## Leben
Michelis trat 1891 als Leutnant in die Preußische Armee ein. Er besuchte die Kriegsakademie und diente dann im Großen Generalstab.
1914 war er im Großen Hauptquartier im Dienst, um dann dem stellvertretenden preußischen Kriegsminister zur Verfügung gestellt zu werden. Ab 1915 war Michelis im Kriegsministerium tätig. Er arbeitete in der Abteilung für Aus- und Einfuhr und 1918 als Bevollmächtigter für die Ukraine im Kriegsministerium.
Nach Abschluss des Versailler Friedensvertrages wurde Michelis als Nachfolger von Generalleutnant August von Cramon Chef der Heeresfriedenskommission im Reichswehrministerium. Als solcher wurde er am 1. Juli 1922 zum Oberst und am 1. Februar 1927 zum Generalmajor befördert. Zum 31. Juli 1927 schied er aus dem Militärdienst aus. Seine Grabstätte findet sich auf dem Invalidenfriedhof in Berlin.

## Auszeichnungen
- Roter Adlerorden IV. Klasse[2]
- Kronenorden IV. Klasse[2]
- Eisernes Kreuz (1914) II. und I. Klasse[2]
- Ritterkreuz des Königlichen Hausordens von Hohenzollern mit Schwertern[2]
- Preußisches Dienstauszeichnungskreuz[2]
- Bayerischer Militärverdienstorden IV. Klasse mit Schwertern[2]
- Ritterkreuz I. Klasse des Albrechts-Ordens[2]
- Ritter des Ordens der Württembergischen Krone mit Schwertern[2]
- Hanseatenkreuz Hamburg[2]
- Hanseatenkreuz Bremen[2]
- Friedrich-August-Kreuz II. und I. Klasse[2]
- Orden der Eisernen Krone III. Klasse mit Kriegsdekoration[2]
- Österreichisches Militärverdienstkreuz III. Klasse mit Kriegsdekoration[2]
- Silberne Imtiaz-Medaille mit Säbeln[2]
- Osmanje-Orden III. Klasse mit Säbeln[2]
- Mecidiye-Orden III. Klasse[2]
- Silberne Liakat-Medaille mit Säbeln[2]
- Eiserner Halbmond[2]
- Kommandeur des Bulgarischen Militär-Verdienstordens[2]